# 鐵人三項混合接力世界錦標賽
鐵人三項混合接力世界錦標賽（ITU Triathlon Mixed Relay World Championships）是由國際鐵人三項聯盟每年組織團隊鐵人三項比賽。每一隊比賽四個，兩男兩女的團隊完成，每個成員做一個接力隊伍距離來鐵人三項以及爭奪獎牌。